# Dwight Stones
Dwight Stones, född 6 december 1953 i Los Angeles, är en amerikansk före detta friidrottare som tävlade i höjdhopp.
Stones har vunnit två olympiska bronsmedaljer, 1972 i München (med höjden 2,21) och 1976 i Montréal (med höjden 2,21). Han har dessutom en fjärdeplats från OS i Los Angeles 1984 (med höjden 2,31). Han har också haft världsrekordet i höjdhopp. 1972 hoppade han 2,29 och tangerade därmed landsmannen Pat Matzdorfs notering från 1971. Vid en tävling i München 11 juli 1973 forbättrade han så rekordet med en centimeter till 2,30. 1976 slog han sitt eget rekord två gånger, först med 2,31 5 juni och därefter med 2,32 4 augusti.
Stones vann under sin aktiva karriär totalt 19 amerikanska mästerskap, och hoppade faktiskt som allra högst under sin sista säsong som aktiv – 2,34 i de amerikanska OS-uttagningarna 1984.
1984 blev Stones den förste idrottsmannen som både tävlat i och kommenterat samma olympiska spel. På detta sätt fick hans civila karriär som sportkommentator en flygande start. Han har efter idrottskarriären arbetat för bland annat NBC Sports.